# Beinstein
Beinstein (früher Bad Beinstein) ist ein Teilort der Kreisstadt Waiblingen im Rems-Murr-Kreis mit rund 4000 Einwohnern (Stand Februar 2016).

## Geografie
Beinstein liegt östlich von Waiblingen am rechten Ufer der Rems und wird vom in deren Aue laufenden Karrbach durchquert. Nordöstlich von Beinstein erhebt sich die Buocher Höhe, ein Ausläufer des Schwäbisch-Fränkischen-Waldes. Das Dorf liegt auf einer Höhe von 223 bis 270 m ü. NN. Landwirtschaft prägt das Umfeld des Ortes; neben Äckern beherrschen Streuobstwiesen die Landschaft und in der Lage Großmulde wird auch Wein des Weinbaugebietes Württemberg angebaut. Zu Beinstein gehören auch nordöstlich in einer Stadtexklave gelegene Waldflächen jenseits des Sporn Kleinheppacher Kopf der Waldberge, die bei Waiblingen beschrieben werden.

## Geschichte

### Antike
In römischer Zeit befand sich bei Beinstein eine Handwerkersiedlung, in der auch Terra Sigillata hergestellt wurde, also  hochwertiges Tafelgeschirr. Der Vicus wurde etwa um 160 n. Chr. gegründet und lag an einer Römerstraße, die von Bad Cannstatt kommend über das Remstal ostwärts zum Limes verlief. Das Dorf erstreckte sich über eine Länge von mindestens 200 m und wurde im Westen von einem Gräberfeld begrenzt. Die Töpferei spielte die zentrale wirtschaftliche Rolle. Sie wurde im Jahre 1967 beim Bau der neuen B 29 teilweise ausgegraben. Das Absatzgebiet der Terra-Sigillata lag, soweit bisher nachweisbar, neckaraufwärts bis Bad Wimpfen und erstreckt sich nach Osten bis Pfünz bzw. vereinzelt sogar bis nach Wien. Der Verkauf der Gebrauchskeramik dürfte deutlich kleinräumiger gewesen sein, da die umliegenden Vici meist eigene Töpfereien besaßen.
Im heutigen Beinstein errichteten die Römer ein turmartiges Bauwerk, dessen die Ursperger Chronik noch 1609 gedachte. Das Gebäude soll die Inschrift CLODIVS HOC FECIT VXORI SVAE („Clodius schuf dies für seine Frau“) getragen haben und 1311 zerstört worden sein. Wahrscheinlich handelte es sich dabei um ein monumentales Grabmal ähnlich der Igeler Säule.
siehe Hauptartikel Vicus von Waiblingen

### Mittelalter

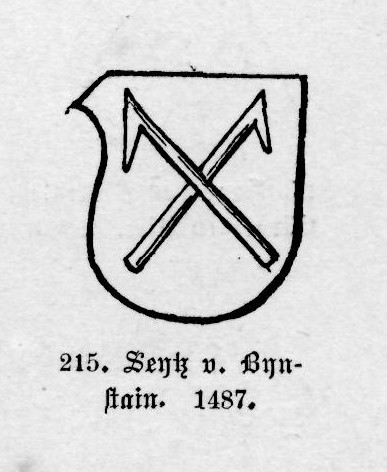
Wappen des Siegfried von Beinstein (Seytz von Bynstain)

Im Gewann Domhainle wurden 1974 Funde aus der Merowingerzeit gemacht, es wird eine Siedlung aus der Zeit vermutet.
Beinstein ist die älteste Weinbaugemeinde des Remstales und wurde 1086 in einer kaiserlichen Schenkung das erste Mal urkundlich erwähnt – gemeinsam mit der etwas außerhalb gelegenen Kymen-Mühle, die heute verballhornt „Geheime Mühle“ heißt. Kymen könnte in etwa „an der Fernstraße gelegen“ bedeuten. Nach einer anderen Ansicht könnte der Name auch von einem Personennamen wie Kymo abgeleitet sein.
In einer Urkunde des Esslinger Spitals von 1304 wurde ein Burgweg in Beinstein erwähnt. Wahrscheinlich befand sich eine Burg in Beinstein, von der sich allerdings keine Reste erhalten haben. Es ist unklar, ob es ein Adelsgeschlecht „von Beinstein“ gegeben hat. Es ist lediglich ein 1482 genannter Siegfried (Sytz) von Beinstein bekannt, der Vogt auf der Burg Hohenrechberg war. 1487 wird in einer Ellwanger Urkunde ein fast namensgleicher Mann (Seytz von Bynstain) als Schultheiß von Aalen genannt. Weitere Quellen fehlen.
In Beinstein bestand weiterhin ein kleines Nonnenkloster des Barfüßer-Ordens, welches in Urkunden von 1355 und 1357 erwähnt wird.

### Neuere Geschichte
Beinstein wurde durch den Dreißigjährigen Krieg schwer in Mitleidenschaft gezogen. Vor der Schlacht von Nördlingen waren in Beinstein 130 Bürger gezählt worden. Nach der Schlacht, die für die Protestanten mit einer verheerenden Niederlage endete, fielen kaiserlich-katholischen Truppen in Alt-Württemberg ein, die viele Menschen töteten und verschleppten. 1638 zählte man in Beinstein nur noch 16 Einwohner.
Am 25. Juli 1796 wurde Beinstein von den Franzosen geplündert. Im September 1799 grassierte in Beinstein eine schwere Rinderseuche auf fast allen Hofstellen.
Am 1. Dezember 1971 schloss sich Beinstein mit damals 2900 Einwohnern als erster der neuen Teilort mit einem freiwilligen Vertrag der Kreisstadt an.
1986 feierte man die 900 Jahre seit der Ersterwähnung des Ortes.

## Politik
Das Gebiet der 1971 eingegliederten Gemeinde Beinstein bildet eine Ortschaft im Sinne der baden-württembergischen Gemeindeordnung mit dem Namen „Waiblingen-Beinstein“ mit eigenem aus zehn Mitgliedern bestehendem Ortschaftsrat.
Im Ortschaftsrat vertreten sind CDU, FW / DFB, SPD und ALI. Der aktuelle Ortsvorsteher ist Thilo Schramm.

### Schultheißen und Bürgermeister
Liste der Schultheißen und Bürgermeister (unvollständig):
- 1913: Albert Mayer[6]

## Wirtschaft und Infrastruktur

### Wirtschaft

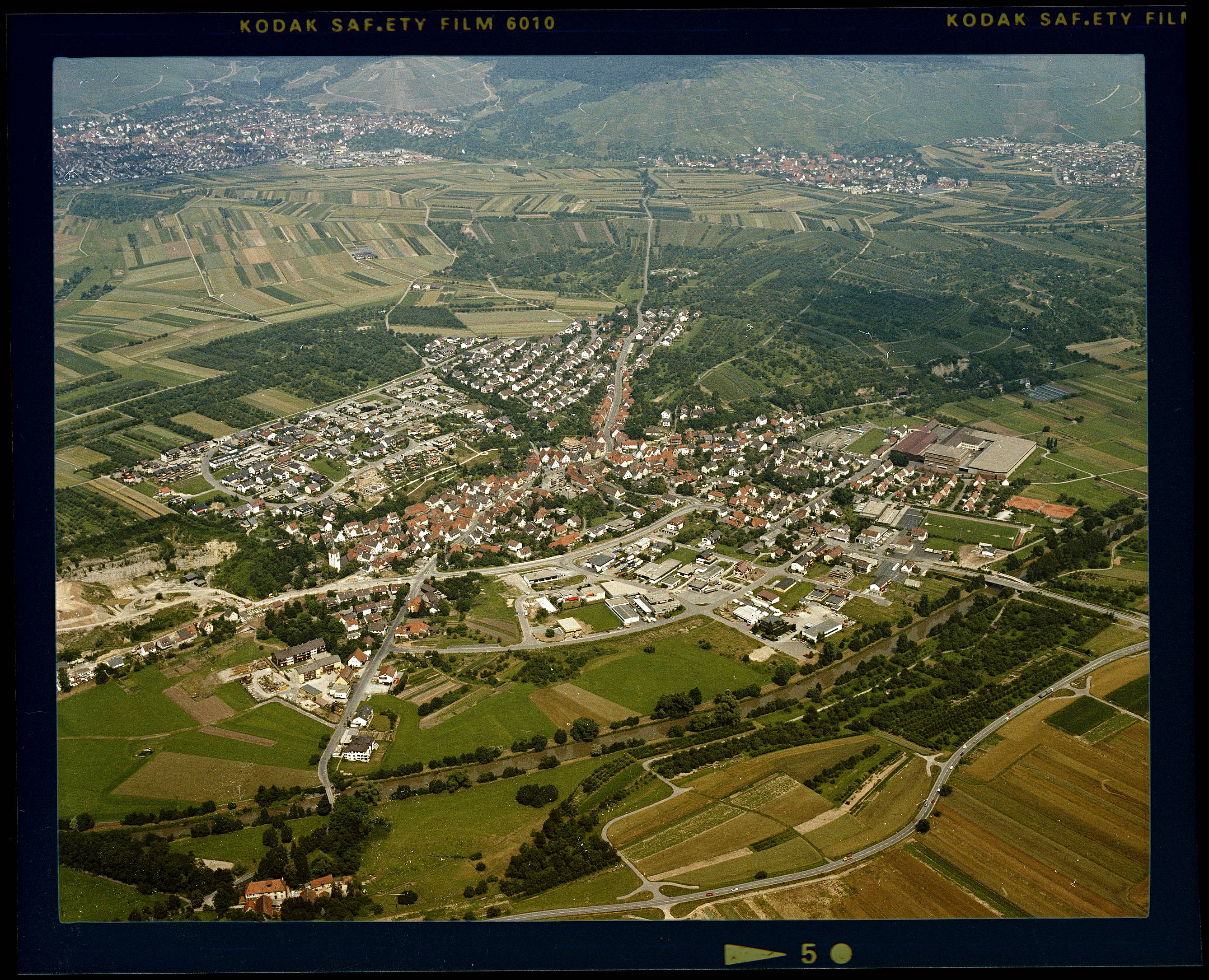
Luftbild von 1983

In Beinstein gibt es eine Heilwasser- und mehrere Mineralwasserquellen, die von der Mineralbrunnen Überkingen-Teinach AG genutzt wurden („Remstaler“, „Elisabethenquelle“). Dieser Betrieb wurde zum 31. Dezember 2008 geschlossen. Das Gelände wurde als Wohngebiet ausgewiesen, mittlerweile ist die Bebauung abgeschlossen.
Das Mineralwasservorkommen wurde am Beginn des 20. Jahrhunderts für eine Kur- und Badeeinrichtung genutzt. Diese war so bedeutend, dass der Ort damals – bis zum Ende des Ersten Weltkriegs – die Bezeichnung „Bad Beinstein“ führen durfte.
Im Ort haben verschiedene Handwerker, Einzelhändler und Gastwirte eine lange Tradition. Dazu kommen eine Reihe von kleinen und mittelständischen Unternehmen aus den Bereichen Fertigung und Dienstleistung. Im Gegensatz zum Obst- und Weinanbau hat die Viehhaltung an Bedeutung verloren.
Im Beinsteiner Gewerbegebiet Seewiesen befindet sich der Bus-Betriebshof und die Leitung der Württembergischen Eisenbahngesellschaft (WEG), die im Raum Stuttgart mehrere Nebenbahnstrecken sowie viele Buslinien betreibt. Heute gehört die WEG zum französischen Veolia-Konzern. Der Busbetriebshof wird von den Unternehmen Omnibus-Verkehr Ruoff (OVR) und Fischle gemeinsam genutzt.

### Verkehr
Die Verkehrsanbindung zu den Bundesstraßen 14 und 29 ist jeweils direkt nach Ortsende gegeben.
Beinstein ist mit dem außerhalb des Ortes gelegenen Haltepunkt Stetten-Beinstein an die S-Bahn-Linie S 2 angeschlossen (Richtung Schorndorf und Richtung Stuttgart über Waiblingen). Dort stehen auch kostenfreie Park&Ride-Plätze zur Verfügung.
Eine Busverbindung gibt es mit der Linie 204 nach Waiblingen über den Bahnhof und weiter nach Hegnach und andererseits nach Weinstadt-Endersbach Bahnhof. Einige Fahrten von Waiblingen her enden auch im Wohngebiet Hausweinberg oder am Ende der Quellenstraße beim Wohngebiet auf dem ehemaligen Gelände der Mineralbrunnen AG.
Alle Linien verkehren zu einheitlichen Tarifen innerhalb des Verkehrs- und Tarifverbundes Stuttgart (VVS).

### Öffentliche Einrichtungen
Im Ortschaftsrathaus werden die wichtigsten Dienstleistungen der Verwaltung gegenüber den Bürgern angeboten.
Beinstein besitzt eine Grundschule, die erstmals zum Schuljahr 2014/2015 eine offene Ganztagesbetreuung ermöglicht, sowie drei Kindertageseinrichtungen und einen Jugendtreff.
Im Ortskern befindet sich zudem eine Bücherei, welche von der Stadtbücherei Waiblingen betrieben wird.

### Vereine
In Beinstein besteht ein vielfältiges Vereinsangebot, z. B. Musikverein, Sportverein (TB Beinstein). Am Ortsrand befinden sich Beinsteiner Halle, Fußball-/Sportplatz und Tennisanlage.

## Einwohner
Die Entwicklung der Einwohnerzahlen:
| Stand | Einwohner  |
| 1648  | 240        |
| 1788  | 769        |
| 1830  | 1063       |
| 1872  | 986        |
| 1919  | 852        |
| 1933  | 939        |
| 1939  | 1108       |
| 1946  | 1433       |
| 1950  | 1586       |
| 1959  | 2271       |
| 1970  | 2869       |
| 1975  | 3164       |
| 1981  | 3751       |
| Heute | circa 4100 |

## Wappen
Das Wappen zeigt auf rotem Feld einen gelben Brunnen, darüber einen weißen Knochen. Der Brunnen symbolisiert die Mineralquellen des Ortes, während der Knochen (Bein) als Teil des Ortsnamens schon in einem Siegel von 1454 verwendet wurde. Das Wappen wurde 1952 verliehen.

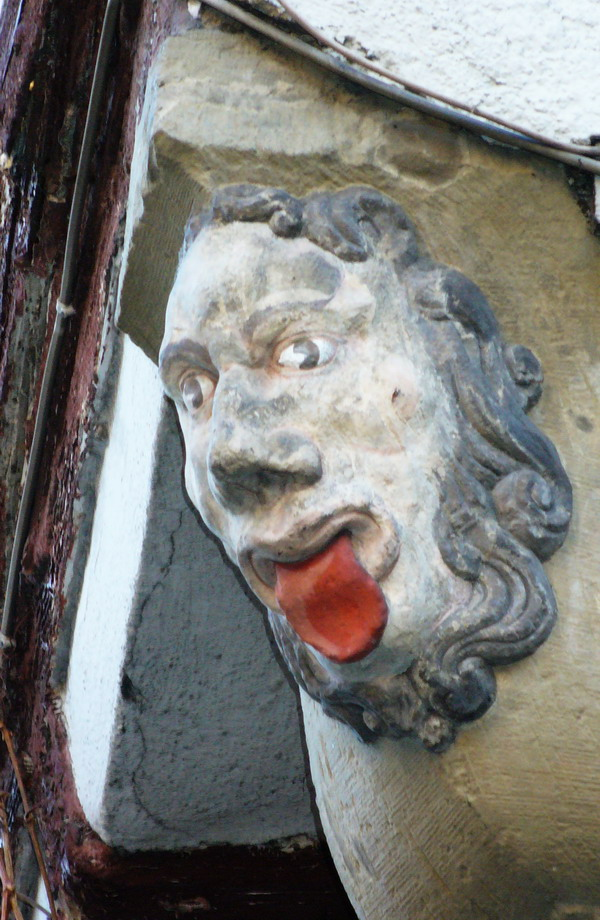
Neidkopf

## Kultur und Sehenswürdigkeiten

### Evangelische Kirche
Siehe Evangelische Kirche Beinstein

### Ortsmitte
- Der historische Ortskern. Das älteste Haus des Ortes stammt aus dem 16. Jahrhundert und ist mit auffälligen Neidköpfen verziert. Viele andere Gebäude, zum Teil mit Fachwerk gebaut, datieren aus der Zeit nach 1600.
- Das Rathaus mit Fachwerk trägt die Jahreszahl 1582.

### Evangelisches und katholisches Gemeindehaus
- Die Glasfenster im evangelischen und katholischen Gemeindehaus. Das evangelische Gemeindehaus hat ein Fenster durch Albrecht Pfister gestalten lassen, während das katholische über Fenster von Sieger Köder verfügt. Beide sind nur bei Veranstaltungen zugänglich. Die beiden Gebäude grenzen unmittelbar aneinander.

### Backhaus
Das Beinsteiner Backhaus ist denkmalgeschützt und wurde als Gemeinde-Waschhaus im 18. Jahrhundert errichtet. Im Jahr 1837 wurde es als Backhaus umgebaut. Das bei Bedarf immer noch in Betrieb befindliche Backhaus wurde zuletzt 2013 saniert. Im Jahr 2021 wurde der linke der beiden Öfen grundsaniert.

### Touristikrouten
- Waiblinger Mühlenweg – von der Geheimen Mühle in Beinstein, über die Hahnsche Mühle und die Häckermühle zur Hegnacher Mühle
- Remstal-Route – Touristikverband mit Rad- und Wanderwegen sowie gastronomischen und kulturellen Angeboten
- Remstalradweg – 90 km lange Radfahrer-Strecke
- Deutsche Fachwerkstraße
- Ortsrundgang – Im Oktober 2024 wurde die Fertigstellung eines historischen Ortsrundgangs mit 17 Stationen in Beinstein gefeiert. Verschiedene Infotafeln weisen auf Sehenswürdigkeiten hin.[8]

## Spitzname
Das Dorf wird im Volksmund "Hennaneschd" (Hühnernest) genannt, die Einwohner als "Hühner" bezeichnet. Dies beruht auf ein Ereignis im Jahre 1806: Bei einem Gewitter wurde der Wetterhahn auf dem Kirchturm vom Blitz getroffen und verlor dabei den Schwanz. Dadurch sah der Wetterhahn wie eine Henne aus. Erst Jahre später wurde der Wetterhahn ersetzt.

## Fotos

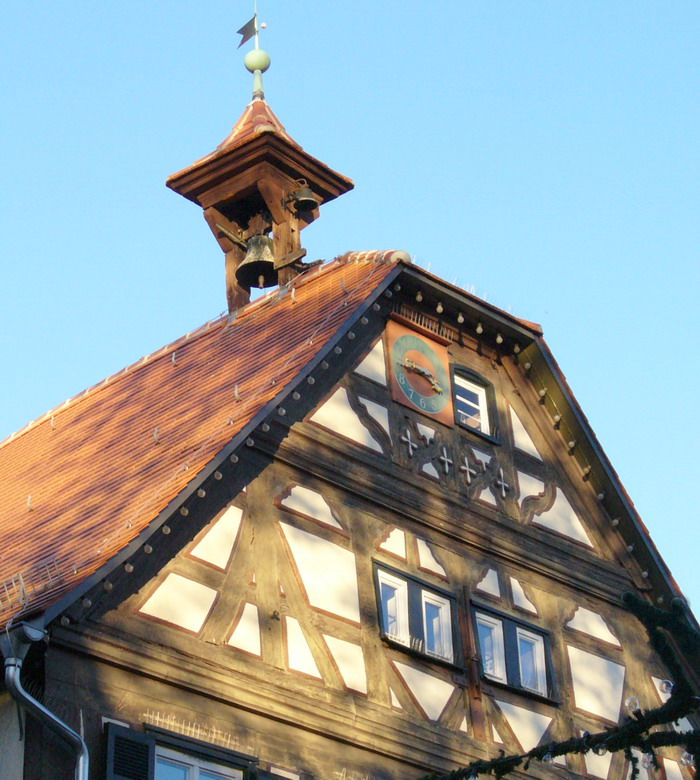
Rathausdetail
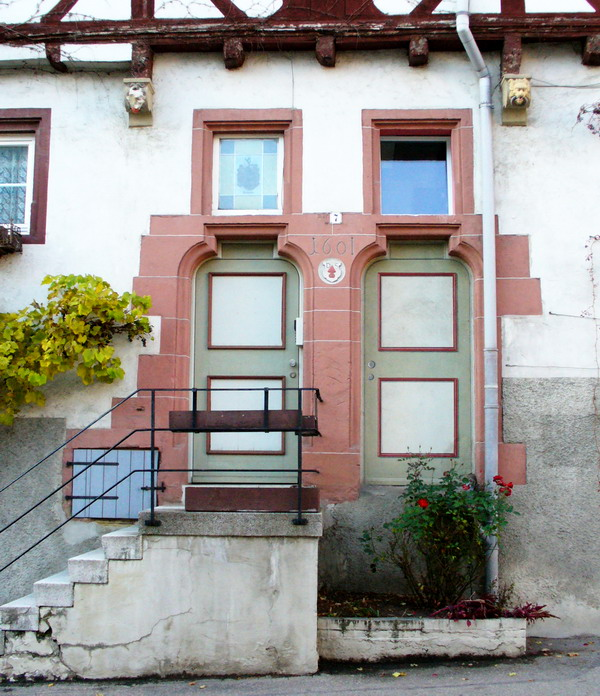
Eingang mit Neidköpfen
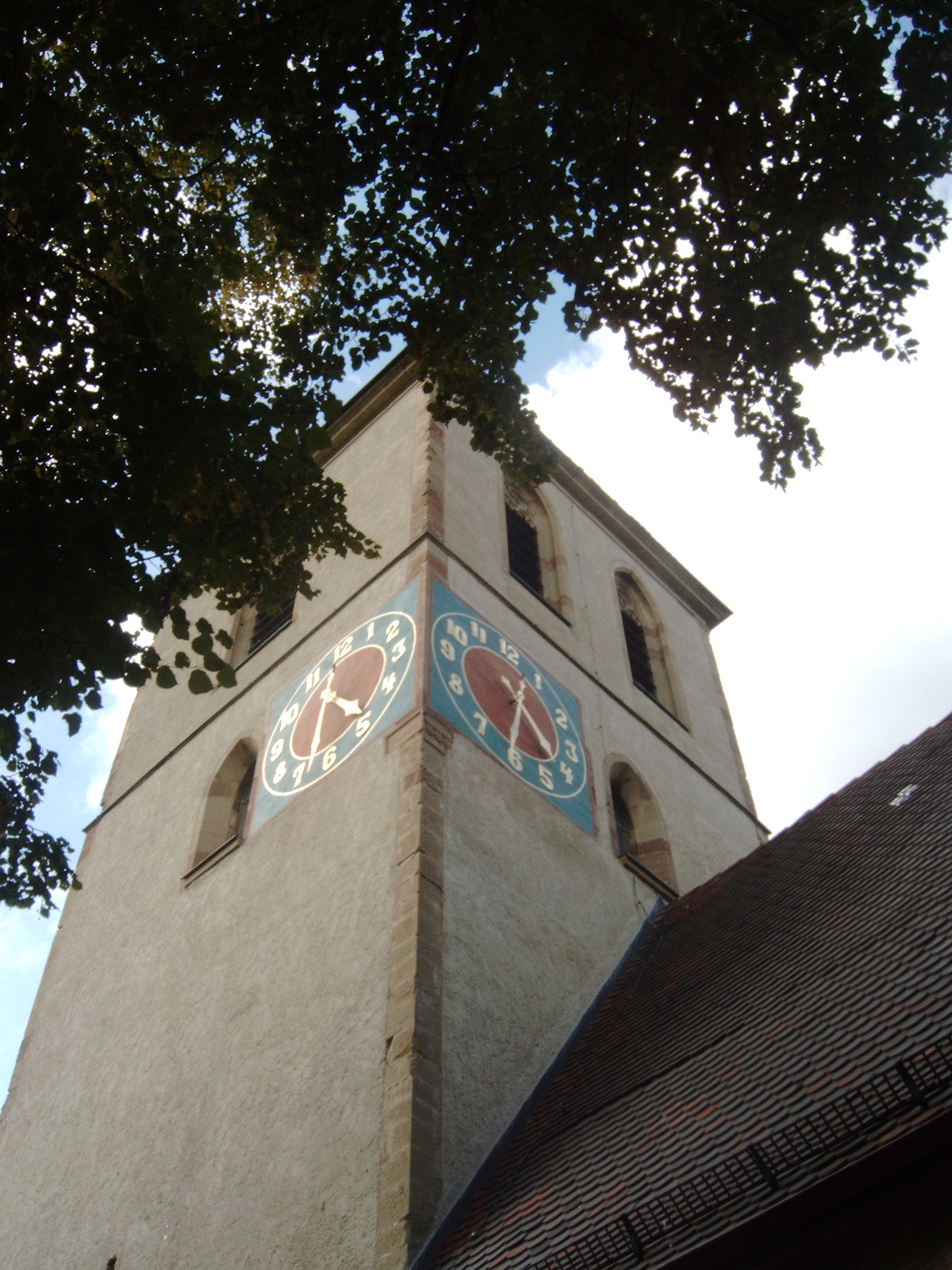
Turm der Beinsteiner Kirche